# The Last Guardian (videojuego)
The Last Guardian (人喰いの大鷲トリコ Hitokui no Ōwashi Trico?, En español El último guardián, lit. «Trico, el gran águila come-hombres»), y referido previamente por el título de trabajo secreto "Proyecto Trico", es un videojuego perteneciente al género de acción-aventura desarrollado por el Estudio SIE Japan y publicado por Sony Interactive Entertainment en exclusiva para la consola PlayStation 4. En el juego, los jugadores controlan a un niño que se hace amigo de una criatura gigante mitad pájaro, mitad mamífero, llamada Trico. The Last Guardian se lanzó en todo el mundo en diciembre del año.
El Team ICO comenzó a desarrollar The Last Guardian en el año 2007. Fue diseñado y dirigido por Fumito Ueda, y comparte elementos estilísticos, temáticos y de jugabilidad con sus videojuegos anteriores Ico (2001) y Shadow of the Colossus (2005). Empleó el enfoque de "diseño por sustracción" que habían usado en sus videojuegos anteriores, eliminando elementos que no contribuían al tema central de la conexión entre el niño y Trico.
La empresa Sony anunció The Last Guardian en la Electronic Entertainment Expo del año 2009 con un lanzamiento planificado para 2011 exclusivamente para la PlayStation 3. Sufrió numerosas demoras; Ueda y otros miembros del equipo Ico se fueron de Sony, y las dificultades de hardware movieron el videojuego a la PlayStation 4 en el 2012, haciendo especulaciones de que el videojuego no se vería lanzado. Ueda y su estudio genDESIGN, compuesto por antiguos miembros del Team ICO, se mantuvieron como consultores creativos, con Ueda como director y el estudio técnico de Sony Studio de Japón. The Last Guardian se reintrodujo en la E3 2015. Tras su lanzamiento, recibió elogios por su dirección de arte, su historia y representación de Trico, aunque algunos criticaron la jugabilidad.

## Jugabilidad
Al igual que sus predecesores Ico (2001) y Shadow of the Colossus (2005), El Último Guardián es un videojuego en tercera persona que combina elementos de acción y aventura con rompecabezas. El jugador controla a un niño sin nombre que debe cooperar con la criatura mitad pájaro-mitad mamífero, llamada Trico, para resolver acertijos y explorar áreas. El nombre de la criatura, Trico (トリコ Toriko?) puede tomarse por su significado de prisionero (虜 Toriko?), pájaro bebé (鳥の子 Tori no ko?), o un acrónimo de pájaro (鳥 tori?) y gato (猫 neko?).
El niño puede trepar sobre estructuras, transportar objetos como barriles y operar mecanismos como palancas. El tamaño y la agilidad de Trico le permiten llegar a áreas que el niño no puede alcanzar solo, y luchar contra los guardias que intentan capturar al niño. Por el contrario, ciertos obstáculos, como las puertas o los ojos de cristal que asustan a Trico, impiden que Trico progrese, y el niño debe eliminarlos. El niño también debe ubicar los barriles para alimentar a Trico cuando está hambriento, acariciar a Trico para calmarlo después de una batalla, y quitar las lanzas clavadas en Trico por los enemigos.
Aunque el jugador inicialmente tiene muy poco dominio sobre Trico, el niño aprende a ordenarle a Trico que salte sobre las repisas o que se dirija en una determinada dirección, entre otras acciones. Aunque se alienta a los jugadores a entrenar a Trico para que avance en la dirección correcta, se pueden descubrir nuevas áreas dejando que Trico vague de forma independiente. En varios puntos, el niño empuña un espejo reflectante que invoca la luz de la cola de Trico, que se puede utilizar para romper ciertos objetos.
El jugador regresa al último punto de control si el niño es capturado por los guardias, o si cae desde una altura demasiado grande. Múltiples partidas desbloquean trajes adicionales basados en videojuegos anteriores de Fumito Ueda.

## Argumento
La historia en The Last Guardian se enmarca como un recuerdo contado por un hombre mayor que relata su experiencia de niño.
El niño se despierta en un castillo en ruinas en un profundo valle conocido como el Nido. Él descubre a una enorme criatura alada, parecida a un gato, que nombra Trico, encadenado y herido. Aunque en un principio Trico es hostil, después de que el niño le quita las lanzas de su cuerpo y lo alimenta, comienza a aceptarlo. El niño desencadena a Trico y exploran la zona, descubriendo un escudo en forma de espejo que invoca rayos como energía de la cola de Trico. La pareja se abre paso a través de las ruinas del castillo, evadiendo a los soldados fantasmales, los cuernos rotos y las alas de Trico vuelven a crecer lentamente.
Algún tiempo antes, Trico vuela a la aldea del niño y lo roba de su dormitorio. Vuela hacia el Nido, pero es alcanzado por un rayo y encadenado por los soldados. En el presente, Trico resucita al niño después del colapso de una cueva. Después de defenderse de un ataque de una segunda criatura armada, Trico y el niño entran a una torre misteriosa y descubren una fuerza malévola, el "maestro del valle", que manipula criaturas y soldados. Invoca a varias criaturas del mismo tipo que Trico, que regurgitan a los niños robados en la torre y atacan a Trico, arrancándole la cola. El niño usa el espejo para invocar la energía de la cola cortada y destruir al maestro del valle, causando que las criaturas caigan en picado desde el cielo.
Herido, Trico toma al niño casi inconsciente y vuela a su aldea. Cuando los aterrorizados aldeanos lo atacan, el niño le ordena a Trico que se vaya. Años más tarde, el niño, ahora crecido, descubre el escudo y lo eleva hacia el cielo, enviando un rayo de luz al Nido, donde reside Trico.

## Desarrollo

### Historia y desarrollo del juego
En su videojuego anterior, Shadow of the Colossus, el director Fumito Ueda tenía la intención de crear una interacción emocional entre Mono, el personaje que Wander quiere salvar, y los colosos que Wander debe luchar para salvarla. Se sorprendió e inspiró al descubrir que los jugadores sentían una conexión más fuerte entre Wander y su caballo Agro. Ueda quería hacer de la relación entre un humano y una criatura el concepto central para su próximo videojuego.
Ueda descubrió que las personas se sentían atraídas por los videojuegos con criaturas reales, y sentía que The Last Guardian necesitaba algo similar para atraer a un público amplio. Quería crear una criatura virtual que se comportara de la manera más realista posible, evitando el comportamiento antinatural de otros animales virtuales. Basó gran parte del comportamiento de Trico en las experiencias de su infancia al crecer en un hogar lleno de animales. La versión final de Trico es una amalgama de varias criaturas; el diseño fue "deliberadamente desequilibrado porque parecer extraño era un elemento importante", según Ueda. El equipo quería evitar que el animal fuera mono, y en su lugar se centró en el comportamiento realista con "expresiones parecidas a la de varios animales". Las orejas de Trico reaccionan con un "tic" parecido a un gato si tocan techos u otras características altas, utilizando el sistema de detección de colisiones en que se basa el videojuego. El equipo agregó la habilidad de invocar rayos de la cola de Trico para que los jugadores entiendan la "fuerza y ferocidad" de Trico. Ueda describió a Trico como "un adolescente", permitiendo a los desarrolladores agregar humor a través de sus acciones. El equipo usó animaciones de fotogramas clave programadas en lugar de las técnicas de captura de movimiento más comunes, lo que les permitió capturar sutilezas que serían difíciles de usar con sujetos animales vivos.
Debido a que Trico funciona de una manera similar a los colosos que el jugador enfrenta en Shadow of the Colossus, los periodistas han descrito The Last Guardian como una combinación de Ico y Shadow of the Colossus; Ueda declaró que había "un poco de cada uno de esos juegos allí". Describió la relación entre el niño, Trico y los guardias como un videojuego de piedra-papel-tijeras que cambia a lo largo del videojuego; a veces, el niño necesita a Trico para protegerlo, mientras que en otros la situación se revierte. Aunque Ico y Shadow of the Colossus tienen una conexión cambiante similar entre pares de caracteres, Ueda dijo que había un "rango más dinámico" en The Last Guardian.
The Last Guardian es el primer videojuego de Team Ico en usar la narración de voz silenciada. Como una gran parte del videojuego depende de la comunicación no verbal entre el niño y Trico, Ueda sintió que la voz silenciada ayudó a sumergir al jugador en la mentalidad del niño. También proporcionó una manera de proporcionar pistas de videojuego y otro contexto para el jugador.
Mientras que el equipo había diseñado las áreas de los videojuegos anteriores para los personajes que habían diseñado de antemano, para The Last Guardian hicieron a Trico lo más flexible posible, lo que les permitió crear niveles y hacer que Trico se adaptara a ellos. La diferencia de tamaño y las interacciones entre el niño y Trico se basaron en las limitaciones de la PlayStation; si los personajes eran del mismo tamaño, el equipo habría necesitado determinar las interacciones de animación para ambos, mientras que el tamaño de Trico significaba que las animaciones del niño no necesitarían afectarlo demasiado.
Aunque el chico es menos detallado que Trico, también fue animado a través de la animación de fotograma clave. Pone las manos en las paredes cercanas y alcanza a acariciar a Trico sin la interacción del jugador. Ueda sintió que estas animaciones eran necesarias para ayudar a convencer al jugador del mundo del juego. El sistema de animación utiliza capas de animación que imitan la física de la vida real, aprovechando el mayor poder de procesamiento de la PlayStation 4. El equipo consideró hacer al personaje del jugador una chica, pero sintió que no sería realista que un personaje femenino tendría suficiente resistencia para escalar frecuentemente a Trico.
Para crear el arte y la arquitectura del videojuego, el equipo utilizó el mismo método de "diseño por sustracción" que utilizaron para desarrollar Ico y Shadow of the Colossus, eliminando elementos que se sentían distraídos de la experiencia principal. La música se usa con moderación para resaltar momentos emocionales clave, como cuando Trico usa su cola para atrapar al niño mientras cae de una plataforma que se derrumba. El videojuego usa espacio vertical para enfatizar el tamaño pequeño del niño.
El motor de videojuego de The Last Guardian se basa en el desarrollo previo del equipo de procesamiento de inteligencia artificial de Ico y las colisiones transformadoras de Shadow of the Colossus. Es el primer videojuego del Team ICO en usar un motor de física completo, el Havok. Según Fumito Ueda, el efecto del viento se modeló por separado para cada una de las plumas de Trico.
Yasuhide Kobayashi, vicepresidente de Japan Studio, declaró que el título The Last Guardian fue elegido para atraer a los mercados demográficos más grandes de Estados Unidos para la PlayStation 3, con la esperanza de evitar los problemas culturales en el título y la obra de arte atribuidos a las bajas ventas de Ico en los países occidentales.

### Desarrollo técnico
Con las ideas iniciales para The Last Guardian previstas por Ueda desde alrededor del año 2005 después de completar Shadow of the Colossus, el videojuego entró en desarrollo activo desde el 2007, un año después del lanzamiento de la PlayStation 3. El título de trabajo era Proyecto Trico, revelado al público debido a un video filtrado publicado en la PlayStation Lifestyle en el año 2008 que mostraba la actual "Taza de renderizado" del videojuego en ese momento. Ueda había considerado durante mucho tiempo los tiempos de desarrollo de Ico y Shadow of the Colossus, y había previsto poder "crear algo bueno en un corto período de tiempo" con The Last Guardian al inicio. En 2009, el equipo de desarrollo había completado suficiente del videojuego para mostrarlo durante la Electronic Entertainment Expo del año 2009, utilizando un renderizado mejorado de las mismas piezas del set previamente vistas en la Taza de renderizado y más tarde proporcionó una pequeña porción visual del videojuego a la prensa para la Game Developers Conference a principios de marzo del año 2011. Fumito Ueda había considerado incluir esta demostración en la entonces próximamente remasterizada entrega de The Ico & Shadow of the Colossus Collection, aunque al final no fue incluido.
Detrás de escena, el desarrollo de The Last Guardian fue considerado lento por Shuhei Yoshida, el presidente de la Sony Computer Entertainment Mundial. Yoshida explicó que la visión de The Last Guardian se basó en un vídeo preparado por Ueda para demostrar los conceptos y el estilo del juego, un proceso que Ueda había usado para Ico, y Sony quería mantenerse fiel a esa visión. El Team Ico, que era un pequeño estudio en comparación con otros estudios de la Sony en Japón u otros desarrolladores occidentales, luchaba por lograr la visión de Fumito Ueda para el videojuego en el hardware de la PlayStation 3. En 2015, Yoshida reveló que el anterior tráiler del año 2009 fue "especificado", funcionando a una velocidad de fotogramas mucho más baja en la PlayStation 3 y se aceleró para la presentación. Alrededor del año 2011, Sony trajo a muchos de sus equipos centrales de desarrollo como el Estudio Santa Mónica para revisar el código y tratar de mejorar el rendimiento. En el 2012, con Sony preparándose para anunciar la esperada PlayStation 4 y aún reconociendo el lento desarrollo de la versión del videojuego en la PlayStation 3, se decidió cambiar la plataforma objetivo a la PlayStation 4 para que el concepto de Ueda pudiera ser plenamente realizado. Ueda declaró que esta elección fue principalmente una decisión de Sony, especulando que la versión de PlayStation 3 del videojuego en este punto todavía habría sido suficiente para transmitir su concepto. Siguiendo el cambio de la plataforma de destino, Ueda y otros miembros del Team Ico no estuvieron tan involucrados con el proceso, ya que otros equipos trabajaron para tomar el código de la PlayStation 3 altamente personalizado para adaptarlo a la PlayStation 4; esto incluyó la ayuda del creador de la saga Spyro el Dragón y arquitecto principal de la PlayStation 4, Mark Cerny. Con la reintroducción del videojuego en la Electronic Entertainment Expo 2015, Yoshida explicó que el motor del videojuego ahora está corriendo a toda velocidad en la PlayStation 4 y que el resto del desarrollo recae en los diseñadores del videojuego para completarlo.
El desarrollo también se vio obstaculizado por la salida de Fumito Ueda de la empresa Sony en diciembre del año 2011. Con la decisión de Sony de retrasar el lanzamiento del videojuego a principios de ese año, Ueda y otros empleados de Sony y del Team Ico optaron por dejar Sony. Ueda declaró en la entrevista de 2013 que su partida de Sony se debió al sentir "una sensación de crisis dentro de mí sobre muchas cosas" sobre las noticias del retraso. Algunos de los que se marcharon de Sony pasaron a otros proyectos. Por ejemplo, el productor ejecutivo Yoshifusa Hayama que se unió a Bossa Studios para trabajar en videojuegos sociales/móviles, mientras que dos artistas del Team Ico se unieron a un estudio de inicio independiente Friends & Foes para desarrollar su primer videojuego, Vane, que se comparó visualmente con The Last Guardian. Ueda y otros exmiembros del Team Ico, incluido Jinji Horagai, el programador principal de Ico y Shadow of the Colossus, crearon un nuevo estudio, genDESIGN. Al fundar el estudio, se encontraron con una opción, según Fumito Ueda: "¿Tratamos de crear algo nuevo, o seguimos adelante, brindando apoyo a The Last Guardian?" genDESIGN optó por comprometerse a ayudar a Sony a completar The Last Guardian a través de un contrato y trabajar junto con el estudio interno de Sony, Japan Studio. Bajo este acuerdo, genDESIGN desarrolló el contenido creativo para el juego, como el diseño de personajes y la animación y el diseño de niveles, que luego se puso en marcha a través de Japan Studio, con Ueda manteniendo la supervisión del proyecto terminado.
Ueda declaró que el videojuego final, a partir de junio de 2016, todavía representa la visión inicial que tuvo para The Last Guardian desde su inicio. La transición de la PlayStation 3 a la 4 solo mejoró el aspecto del videojuego, pero no cambió sustancialmente la forma de ser. Ueda enfatizó que era importante durante el ciclo de desarrollo extendido mantener la pregunta "¿qué tipo de videojuego quiero jugar?" a la vanguardia, y recordar que el videojuego debía estar dirigido a los jugadores que experimentaban el videojuego por primera vez en lugar de a los desarrolladores que lo habían jugado una y otra vez. Digital Foundry, al comparar el videojuego de su taza de rendimiento inicial del año 2008, el tráiler del año 2009, el tráiler del año 2015 y el videojuego final, encontraron muy pocos cambios en la estructura y naturaleza del videojuego, mientras observaban varias mejoras y cambios en los sistemas de renderizado.

### Reintroducción, lanzamiento y promoción
Shawn Layden reintrodujo formalmente The Last Guardian al comienzo de la conferencia de Sony en la E3 del año 2015. Sony afirmó que ese videojuego estaba programado para su lanzamiento en la PlayStation 4 con una fecha de lanzamiento del año 2016. Sony también aseguró a los fanáticos que Fumito Ueda seguía siendo un desarrollador principal del videojuego a pesar de su partida previa de Sony. Según Chris Plante de Polygon, la jugabilidad presentada muestra el mismo modo de videojuego de demostraciones anteriores, donde el niño y la criatura grande trabajan juntos para resolver varios rompecabezas de plataformas. La presentación en la E3 del 2015 se basó en el hecho de que el videojuego es completamente jugable, afirmado por miembros seleccionados de la prensa, aunque Yoshida declaró que no hicieron una demostración en vivo del videojuego ya que el comportamiento de la inteligencia artificial de la criatura animal podría ser esporádico e impactar en la demostración. Ueda dijo que los fundamentos de la jugabilidad no habían cambiado desde la versión original de PlayStation 3 a la PlayStation 4, solo que con la PlayStation 4 más poderosa, podían poner más detalles en los personajes y el entorno.
Aunque la demo del videojuego no se podía reproducir en el Tokyo Game Show del año 2015, parte de la pantalla de Sony para el videojuego, incluida una versión de pantalla completa de Trico que respondería en tiempo real a las acciones de los asistentes capturadas por una cámara PlayStation Move. Yoshida declaró que no habían mostrado mucho material adicional del videojuego desde el anuncio de la E3 del 2015, ya que creían que The Last Guardian es una historia pesada y temía mostrar demasiado más allá de que el videojuego existe y se puede jugar.
The Last Guardian fue anunciado para su lanzamiento el 25 de octubre de 2016 en Japón y América del Norte durante la presentación de Sony en la Electronic Entertainment Expo del 2016 en junio, y estuvo disponible en forma jugable para los asistentes. En una entrevista con Kotaku durante la E3 del 2016, Ueda comentó que el videojuego estaba completamente terminado, y que el único trabajo que quedaba eran ajustes visuales y escenas de corte. Se anunció un breve retraso en septiembre de 2016, empujando el título a una versión para principios de diciembre de 2016, ya que los desarrolladores necesitaban más tiempo para corregir errores que habían surgido durante la producción final del juego, según Yoshida. Para el 21 de octubre del 2016, desarrollo del último Guardián concluyó y el videojuego fue enviado para su fabricación. Un parche habilitó un alto rango dinámico y agregó soporte de resolución 4k para el sistema en la PlayStation 4 Pro.
Además de las copias comerciales habituales, Sony lanzó una "edición de coleccionista" que incluyó el videojuego, un libro de ilustraciones, una banda sonora y una estatua de Trico y el niño descansando. La semana anterior al lanzamiento, Joe Palmer de Sony declaró que los números de pedidos anticipados estaban "superando las expectativas", incluido el alto interés en la edición del coleccionista.
El 12 de diciembre de 2017 se lanzó una versión de demostración independiente de The Last Guardian para la consola PlayStation VR; la versión de realidad virtual permite al jugador experimentar interactuando con Trico desde el punto de vista del niño.

### Reacción a los retrasos
Debido a las demoras en el desarrollo de The Last Guardian y la falta de actualizaciones de Sony, se consideró que The Last Guardian estuvo en el infierno del desarrollo durante su período de desarrollo de ocho años. Ueda y Yoshida informaban regularmente el progreso en el juego, pero el título estuvo notablemente ausente de las principales convenciones de videojuegos, incluidas la Electronic Entertainment Expo y el Tokyo Game Show.
Los periodistas también expresaron su preocupación por el posible lanzamiento del videojuego cuando la marca registrada de The Last Guardian había alcanzado algunos hitos fundamentales. En agosto del año 2012, unos tres años después de la presentación de la marca en los Estados Unidos, Sony todavía tenía que producir un producto viable conforme a la ley de marcas, y en febrero del año 2015, Sony no renovó la marca de fábrica norteamericana de The Last Guardian. Sony volvió a registrar la marca, señalando que la falta de renovación era una supervisión administrativa, y el videojuego todavía estaba en desarrollo.
Antes de la reintroducción en el año 2015, algunos periodistas expresaron su preocupación sobre si The Last Guardian sería un videojuego tan importante como se vio inicialmente. Evan Narcisse para el sitio web Kotaku opinó que el prolongado retraso de The Last Guardian en su liberación, desde el año 2009 revelan puede haber perjudicado la relevancia del videojuego en el mercado contemporáneo. Narcisse consideró que el panorama de los videojuegos había cambiado enormemente desde el año 2009, durante el cual los videojuegos de "carreras, de disparos y los videojuegos de acción y aventura de los números dominaban" el mercado y el impacto emocional esperado de The Last Guardian lo hubiera convertido en un destacado juego. Desde entonces, el surgimiento de videojuegos más independientes como Papo & Yo, Bastion, The Walking Dead y Journey habían creado experiencias similares a The Last Guardian, según Narcisse. Leigh Alexander de Boing Boing estuvo de acuerdo y señaló que el retraso de The Last Guardian se había extendido a una generación de consolas, y se han ofrecido otros videojuegos llenos de emociones en lugar de The Last Guardian. En GamesIndustry.biz Rob Fahey considera que tanto The Last Guardian como Final Fantasy XV, que también tuvo un ciclo de desarrollo prolongado de casi una década, representan los últimos vestigios de prácticas de desarrollo de videojuegos de principios de la década de 2000, desafiados por el aumento de los videojuegos móviles, el desarrollo de videojuegos independientes y prácticas de desarrollo de software más eficientes que cambian la naturaleza de los autores como Fumito Ueda y en Final Fantasy de Tetsuya Nomura en el desarrollo del videojuego.
Los periodistas pudieron experimentar The Last Guardian en la Electronic Entertainment Expo 2016 y el Tokyo Game Show del 2016 en los meses previos al lanzamiento del juego, y varios expresaron más preocupaciones sobre la naturaleza del largo período de desarrollo del videojuego. Patrick Garrett, escribiendo para VG247, descubrió que las imágenes se sentían planas y envejecidas teniendo en cuenta las capacidades de hardware modernas, y expresó su preocupación de que mientras los jugadores mayores comprarían el videojuego fácilmente, The Last Guardian podría no atraer a jugadores lo suficientemente nuevos como para ser un éxito comercial. Philip Kollar para Polygon dijo, aunque todavía estaba impresionado con los personajes, los gráficos y la jugabilidad central, se encontró con que era difícil controlar al personaje y manejar la cámara del juego, elementos que hacían que el videojuego se sintiera como un videojuego de PlayStation 2 en lugar de hacerlo con hardware moderno. En la revista Wired Chris Kohler encontró gran parte de la demo de que requería ser paciente y la observación de los movimientos de Trico y la resolución de rompecabezas que, comentó, algunos jugadores se aprecian, pero eran elementos que poco a poco se han eliminado de los videojuegos de acción en la última generación de consolas, y otros jugadores pueden no tener la paciencia para esto. Brian Ashcroft de Kotaku También notó que el ritmo de la demostración a menudo se establece por la rapidez con la que Trico respondería o reaccionaría, lo que puede poner a prueba la paciencia de los jugadores que buscan una experiencia más basada en la acción.

### Música
En The Last Guardian, la partitura original fue escrita, orquestada, llevada a cabo, y coproducida por Takeshi Furukawa. Furukawa se había unido al desarrollo de la banda sonora alrededor del año 2011, casi al mismo tiempo que el videojuego estaba siendo trasladado a la PlayStation 4. Furukawa había sido invitado a participar por Tommy Kikuchi, el director musical de Shadow of the Colossus. Durante la transición de la plataforma, gran parte del trabajo creativo había quedado en suspenso, y Furukawa no dedicó grandes esfuerzos a la composición hasta aproximadamente ya entrado el año 2013, tres años antes del lanzamiento. Completó sus composiciones a principios de 2016.
Furakawa afirmó que Fumito Ueda le confiaba la libertad de componer la música y proporcionar solo una amplia dirección de una banda sonora cinematográfica y algunas notas específicas para el director. Debido a que él estaba al tanto de la reputación de las bandas sonoras de Michiru Oshima y Kow Otani de Ico y Shadow, respectivamente, y quería tener en The Last Guardian 'una banda sonora que fuese igualmente única, Furukawa optó por evitar el uso de estos trabajos previos y en su lugar sacó sus propias inspiraciones principalmente de obras con una "estética apagada", como el arte y la música impresionistas y el cine francés. Furakawa quería evitar exagerar el aspecto emocional del juego, que sentía que ya estaba suficientemente transmitido a través del videojuego y la animación, y en cambio mantenía la música restringida excepto durante los elementos narrativos clave o en lugares específicos del trabajo del juego. Furukawa no tuvo que adaptar su puntaje de manera significativa para dar cuenta de los cambios en la dirección de la historia y el juego, ya que estos elementos aún se hicieron dentro de la visión de Ueda. Trabajó con el cable de audio Tsubasa Ito con frecuencia para revisar el estado y el uso de sus composiciones puntuadas.
La ejecución de la banda sonora fue dirigida por Furukawa con la Orquesta Sinfónica de Londres, el Trinity Boys Choir y los London Voices, y se grabó en salón Lyndhurst. La banda sonora de 19 pistas, la Composer Choice Edition fue lanzada digitalmente junto con el videojuego en la PlayStation 4 en su aplicación Musical, y luego en otros minoristas digitales. TEAM Entertainment lanzó una versión de CD de 24 pistas el 21 de diciembre de 2016. Además, iam8bit publicará una edición de LP de dos discos en algún momento del año 2017.

## Recepción

### Crítica
The Last Guardian recibió críticas "generalmente favorables", de acuerdo con los revisores de videojuegos como Metacritic. La mayoría de los críticos elogiaron el ambiente y la historia del videojuego como algunos de sus elementos más fuertes, mientras que el realismo del comportamiento animal que exhibe Trico fue elogiado por algunos críticos, aunque otros sintieron que el realismo también obstaculizaba el videojuego causando impaciencia y frustración debido a falta de acción inmediata de Trico al darle órdenes.
En GameSpot Pete Brown elogió a los personajes, su relación y la historia como los aspectos importantes para el videojuego y la experiencia general, teniendo en cuenta las interacciones con Trico y actuando de forma muy independiente, a veces por no saber "si se trata de un esfuerzo concertado para poner a prueba su paciencia para una criatura adorable pero terca". Sin embargo, Brown sintió que le agregaba personalidad a Trico y "simpatía por ambos personajes", además de su desarrollo dentro de la historia y para con el jugador", que culminó en una serie de revelaciones cautivadoras que consolida su apego a sus personalidades". Tom Senior de GamesRadar llamó a Trico "el mejor compañero de Inteligencia Artificial en los videojuegos", además del uso sutil de las señales visuales y de audio para agregar más personajes y su impacto en la propia jugabilidad.
En la revisión de The Guardian, Simon Parkin elogió el diseño de Trico y sus interacciones con el mundo y los acertijos, y agregó una mayor inversión emocional. Él comparó a Trico con un "sobreviviente del abuso" debido a que estaba asustado y encarcelado al inicio del videojuego y por la consideración y el desarrollo de la relación de sus personajes, lo que lo convierte en "un videojuego, casi cualquier cosa, sobre la rehabilitación a través de la bondad y el compañerismo". Chris Carter de Destructoid sintió que los detalles y el comportamiento realista de Trico y el chico eran "emotivos de una forma que la mayoría de los desarrolladores ni siquiera intentarían", posiblemente siendo la razón detrás del largo desarrollo, elogiando el esfuerzo puesto por Fumito Ueda y los desarrolladores, sin embargo. Jermey Parish creía que Trico es como un personaje del [videojuego con su propia evolución aparente, y era revolucionario en el diseño del personaje, y que la relación emocional entre Trico y el chico era algo que solo podía hacerse efectivamente con la interactividad de un videojuego.
En contraste, Marty Sliva de IGN criticó el comportamiento de Trico durante los rompecabezas combinados con controles de cámara que hacían las secciones del videojuego más frustrantes, particularmente durante los interiores debido a la naturaleza apretada de ciertos niveles y el tamaño de Trico que restó la experiencia, llamándolo "Es raro incluso tener que pensar en la cámara de un videojuego en tercera persona en el año 2016, pero me encontré constantemente fui sacado de la experiencia tratando de luchar con mi punto de vista". Sliva, sin embargo, todavía sentía que el videojuego tuvo éxito en el apartado adjunto con sus personajes y entregó momentos memorables a pesar de sus problemas. En Game Revolution James Kozanitis descubrió que hubo momentos en que Trico continuaría atravesando el entorno y realizando tareas incluso sin la participación del jugador, haciendo que el acto de controlar a Trico a veces fuera "ineficaz e innecesario".
Los revisores también notaron problemas de rendimiento con el videojuego que se ejecuta en el hardware predeterminado de PlayStation 4. En Eurogamer Digital Foundry se determinó que el videojuego se topó con problemas de representación y las caídas de imágenes por segundo en la PlayStation 4, mientras corre a 1080p en la nueva PlayStation 4 Pro proporciona una velocidad de fotogramas estable. Philip Kollar de Polygon comparó los aspectos técnicos con el lanzamiento de sus predecesores en la PlayStation 2 debido al largo desarrollo a través de varias generaciones de consolas de Sony, afirmando que el videojuego a veces aprovechaba el hardware de la PlayStation 4, mientras que en otros, como la velocidad de fotogramas y los problemas de control hicieron que su edad fuera más notable. Sam Byford de The Verge comentó que aunque las caídas de las tasas de fotogramas por segundo eran comunes en Shadow of the Colossus, eran más aceptables según el hardware de la PlayStation 2 de la época y el alcance maximizaba el hardware de la consola, mientras que estos problemas en PlayStation 4 para The Last Guardian eran menos perdonables, haciéndolo sentir como "un videojuego de PS3 que nunca se unió realmente hasta que la fuerza bruta del nuevo hardware permitió que el equipo lo enviara"; contrastó esto con Final Fantasy XV, que hizo que el motor del videojuego se reconstruyera después de que su plataforma objetivo se cambiara a una consola de octava generación.
El videojuego fue nombrado en varias listas como videojuego del Año y de fin de año, incluyendo The New Yorker, Engadget, GameSpot, VG247, y Polygon.

### Ventas
En el Reino Unido, The Last Guardian sufrió ventas inferiores a las esperadas, debutando en el número 7 en las listas de ventas de videojuegos semanales. Debutó en el número cuatro en las listas de ventas de videojuegos japoneses, con 82,260 copias vendidas. La semana siguiente, vendió 10,754 copias adicionales en Japón, con lo que la cantidad total de copias vendidas en el país fue de 93,014.

## Premios
| Año  | Premio                                                 | Categoría                                                               | Resultado | Referencia      |
| ---- | ------------------------------------------------------ | ----------------------------------------------------------------------- | --------- | --------------- |
| 2016 | Academy of Interactive Arts & Sciences D.I.C.E. Awards | Videojuego de aventura del año                                          | Nominado  | [ 110 ]         |
| 2016 | Academy of Interactive Arts & Sciences D.I.C.E. Awards | Logros sobresalientes en Animación                                      | Nominado  | [ 110 ]         |
| 2016 | Academy of Interactive Arts & Sciences D.I.C.E. Awards | Logros sobresalientes en Dirección artística                            | Nominado  | [ 110 ]         |
| 2016 | Academy of Interactive Arts & Sciences D.I.C.E. Awards | Logros sobresalientes en Composición musical original                   | Nominado  | [ 110 ]         |
| 2016 | Academy of Interactive Arts & Sciences D.I.C.E. Awards | Logros sobresalientes en Diseño de sonido                               | Nominado  | [ 110 ]         |
| 2016 | Academy of Interactive Arts & Sciences D.I.C.E. Awards | Logros sobresalientes en Dirección de juego                             | Nominado  | [ 110 ]         |
| 2016 | Academy of Interactive Arts & Sciences D.I.C.E. Awards | Logros sobresalientes en Personajes (Trico)                             | Ganador   | [ 110 ]         |
| 2016 | Game Developers Choice Awards                          | Mejor Narrativa                                                         | Nominado  | [ 111 ]         |
| 2016 | Game Developers Choice Awards                          | Mejor arte visual                                                       | Nominado  | [ 111 ]         |
| 2016 | Premio Drago d'Oro                                     | Videogioco dell’Anno (Videojuego del año)                               | Nominado  | [ 112 ]         |
| 2016 | Premio Drago d'Oro                                     | Miglior Colonna Sonora (Mejor Banda Sonora)                             | Ganador   | [ 112 ]         |
| 2016 | Premio Drago d'Oro                                     | Miglior Personaggio (Mejor personaje)                                   | Ganador   | [ 112 ]         |
| 2016 | Premio Drago d'Oro                                     | Miglior Videogioco di Azione/Avventura (Mejor juego de Acción/Aventura) | Nominado  | [ 112 ]         |
| 2016 | SXSW Gaming Awards                                     | Excelencia en Rendimiento musical                                       | Nominado  | [ 113 ]         |
| 2016 | SXSW Gaming Awards                                     | Excelencia en Animación                                                 | Nominado  | [ 113 ]         |
| 2016 | SXSW Gaming Awards                                     | Personaje más memorable Trico                                           | Nominado  | [ 113 ]         |
| 2016 | SXSW Gaming Awards                                     | Excelencia en Narrativa                                                 | Nominado  | [ 113 ]         |
| 2016 | 13th British Academy Games Awards                      | Logro artístico                                                         | Nominado  | [ 114 ] [ 115 ] |
| 2016 | 13th British Academy Games Awards                      | Logro deAudio                                                           | Ganador   | [ 114 ] [ 115 ] |
| 2016 | 13th British Academy Games Awards                      | Música                                                                  | Nominado  | [ 114 ] [ 115 ] |
| 2016 | 13th British Academy Games Awards                      | Propiedad Original                                                      | Nominado  | [ 114 ] [ 115 ] |
| 2017 | National Academy of Video Game Trade Reviewers         | Animación, Artística                                                    | Ganador   | [ 116 ]         |
| 2017 | National Academy of Video Game Trade Reviewers         | Dirección Artística, Fantasía                                           | Ganador   | [ 116 ]         |
| 2017 | National Academy of Video Game Trade Reviewers         | Diseño de Juego, New IP                                                 | Ganador   | [ 116 ]         |
| 2017 | Edge Awards 2016                                       | Videojuego de PlayStation del año                                       | Ganador   | [ 117 ]         |
| 2017 | Edge Awards 2016                                       | Mejor diseño visual                                                     | 2.º lugar | [ 117 ]         |
| 2017 | Edge Awards 2016                                       | Estudio del año                                                         | 2.º lugar | [ 117 ]         |
| 2017 | Edge Awards 2016                                       | Videojuego del año                                                      | Ganador   | [ 117 ]         |